# Pedro de Melo Breiner
Pedro de Mello Breyner e Menezes (Lisboa, 4 de Dezembro de 1751 — Forte de São Julião da Barra, 29 de Dezembro de 1830) foi um aristocrata, magistrado judicial e político que, entre outros cargos de relevo, foi embaixador de Portugal em Roma, governador das Justiças do Porto, presidente do Real Erário, membro do Conselho de Regência de 1807 e depois do Conselho de Governo de Junot.

## Biografia
Era filho segundogénito de Francisco José de Melo, 3.º senhor de Vila Verde de Ficalho e de D. Isabel Josefa de Breyner e Meneses, 1.ª condessa de Ficalho.
Foi Senhor da Trofa ( a pedido de sua mulher, por esta ser sobrinha-neta do último senhor), conselheiro de Estado, embaixador em Roma, governador das Justiças do Porto, presidente do Real Erário e membro do Conselho de Regência de 1807.
Morreu em 29 de dezembro de 1830, encarcerado na Torre de S. Julião da Barra, onde fora encerrado dois anos antes, por ordem de D. Miguel, que não lhe perdoou as confessadas convicções liberais e ser favorável a D. Pedro. 
Foi desembargador da Relação do Porto e escrivão da Misericórdia do Porto, mas estes são apenas dois dos vários cargos que ocupou, tendo sido o último de todos o de conselheiro de Estado. 
Foi também sócio correspondente da Academia das Ciências de Lisboa.
Em 7 de dezembro de 1826 e até o início de 1827, foi também, interinamente, Ministro de Estado dos Negócios Estrangeiros e da Justiça.
A subida ao poder de D. Miguel ditou a sua morte na prisão, em Dezembro de 1830, depois de ter sido preso em Maio de 1828.
A Rua do Breiner, no Porto, homenageia-o.

## Casamento e descendência
Casou, a 4 de outubro de 1793, com D. Ana Rufina de Melo (nome completo: Ana Rufina Soares de Melo Sousa de Tavares e Moura), 18.ª senhora de Melo, filha única de Estêvão Soares de Melo, a quem sucedeu no senhorio de Melo a 23 de janeiro de 1780, e de D. Tomásia Rita de Sousa e Lemos de Alvim e Meneses (que era filha do 20.º senhor de Bordonhos, e neta materna do 9.º senhor da Trofa). Do casamento teve a seguinte geração:
- D. Tomásia Francisca Luísa Rafael de Melo Breyner, que casou com D. Tomás Xavier Teles de Castro da Gama Ataíde Noronha da Silveira e Sousa, 8.º marquês de Nisa;

- Luís Francisco Estêvão Soares de Melo da Silva Breyner, 1º conde de Melo, que casou com Frederica Xavier Botelho, da casa dos condes de São Miguel;[6]

- José Francisco de Melo Breyner, que casou com D. Teresa de Noronha da Silva Pessanha;

- António Francisco de Melo Breyner, que casou duas vezes, a 1.ª vez com Mariana Adelaide de Mesquita e Sousa e a 2.ª vez com Maria Jacinta Rigaud.